# Mapleton, Iowa
Mapleton là một thành phố thuộc quận Monona, tiểu bang Iowa, Hoa Kỳ. Năm 2010, dân số của thành phố này là 1224 người.

## Dân số
Dân số qua các năm:
- Năm 2000: 1416 người.
- Năm 2010: 1224 người.